# Sven-Olof Jonsson
Sven-Olof Jonsson (* 23. Januar 1893 in Östersund; † 2. Januar 1945 in Danderyd) war ein schwedischer Turner.

## Erfolge
Sven-Olof Jonsson nahm 1920 an den Olympischen Spielen in Antwerpen teil. Bei diesen gehörte er zur schwedischen Turnriege im Wettbewerb, der nach dem sogenannten schwedischen System ausgetragen wurde. Dabei traten insgesamt drei Mannschaften an, die insgesamt elf Übungen turnten. Sechs Juroren vergaben auf einer Skala von 0 bis 20 Punkten ihre Punkte für jede Übung, wobei der Schwierigkeitsgrad der geturnten Übung miteingerechnet wurde. Eine zwölfte Wertung wurde für die Ausführung der Übungen vergeben. Der Durchschnittswert aller sechs Juroren, je zwei aus den startenden Nationen, ergab dann schließlich die Endwertung. Die belgische Riege war dem Niveau der gegnerischen Turnriegen aus Schweden und Dänemark nicht gewachsen, zumal die schwedischen und dänischen Juroren ihre eigene Mannschaft bei der Punktevergabe bevorzugten. Da auch die belgischen Juroren ihre Mannschaft nur auf Rang drei sahen, schlossen die Belgier mit 1094 Punkten den Wettbewerb folglich auf dem dritten Platz ab. Olympiasieger wurden die Schweden mit 1364 Punkten vor Dänemark mit 1325 Punkten.
Jonsson gewann zusammen mit Fausto Acke, Albert Andersson, Arvid Andersson, Helge Bäckander, Bengt Bengtsson, Fabian Biörck, Erik Charpentier, Sture Ericsson, Konrad Granström, Helge Gustafsson, Åke Häger, Ture Hedman, Sven Johnson, Karl Lindahl, Edmund Lindmark, Bengt Morberg, Frans Persson, Klas Särner, Curt Sjöberg, Gunnar Söderlindh, John Sörenson, Alf Svensén und Gösta Törner die Goldmedaille. Von 1917 bis 1921 wurde Jonsson fünfmal in Folge schwedischer Meister im Sprung.